# Allianz Arena
Pour les articles homonymes, voir Allianz (stade).
Ne pas confondre avec l'Allianz Riviera, un autre stade basé à Nice, et l'Allianz Stadium, basé à Turin.
L'Allianz Arena ou Fußball Arena München, surnommée le « Schlauchboot » (canot pneumatique) en raison de son aspect, est un stade de football situé au nord de Munich, la capitale du Land de Bavière en Allemagne. Le stade a une capacité de 75 024 spectateurs pour les matchs de Bundesliga, et 70 000 places en configuration internationale. Les architectes principaux étaient les suisses Jacques Herzog et Pierre de Meuron de l'agence Herzog & de Meuron. L'assureur Allianz a participé au financement du projet, c'est pourquoi le complexe porte son nom.
Sa façade change de couleurs selon les évènements : blanc pour les matchs internationaux, rouge pour le Bayern Munich et anciennement bleu pour les matchs du TSV Munich 1860. C'est dans ce stade que les équipes TSV Munich 1860 et Bayern Munich jouaient leurs matchs à domicile de 2005 à 2017. Actuellement, seul le Bayern Munich joue dans ce stade.
C'est aussi un des stades qui accueillit la Coupe du monde de football de 2006 qui s'est déroulée en Allemagne. Le match d'ouverture entre l'Allemagne et le Costa Rica s'y est joué le 9 juin 2006. La finale de la Ligue des Champions 2011-2012 opposa les Anglais de Chelsea aux Allemands du Bayern Munich qui étaient donc à domicile, mais ils perdirent quand même le match 1-1 après prolongations (4-3 aux tirs au but).
En 2025 le stade accueil à nouveau la finale de la Ligue des Champions 2024-2025 voyant le Paris Saint-Germain s'imposer face à l'Inter Milan sur le score de 5-0. Le stade prolonge ainsi la tradition débuté à l'Olympiastadion selon laquelle les finales de C1 joué à Munich offre au vainqueur le premier trophée de son histoire (à l'Olympiastadion : Nottingham Forest en 1979, l'Olympique de Marseille en 1993 et le Borussia Dortmund en 1997, à l'Allianz Arena : Chelsea en 2012 et le Paris Saint-Germain en 2025).
Le stade est nommé FIFA World Cup Stadium Munich lors de la Coupe du monde de football de 2006, parce que la FIFA ne permet pas la publicité des stades. Pour des restrictions similaires, le stade portera le nom de Fußball-Arena München lors des matchs organisés par l'UEFA.

## Histoire
Le 21 octobre 2001 a lieu un référendum sur la construction du stade, qui doit clarifier la question de savoir si un nouveau stade sera construit et si la ville a besoin de créer l'infrastructure nécessaire. Ce vote sort avec environ deux tiers des voix en faveur d'un nouveau bâtiment. Une reconstruction du stade olympique avait déjà été rejetée par l'architecte Günter Behnisch.
Les architectes suisses Herzog & de Meuron reçoivent le contrat et développent ensuite le concept, à savoir un stade avec un revêtement transparent d'ETFE (feuille coussins pouvant être éclairées de l'intérieur), auto-nettoyant. La construction du stade commence à l'automne 2002, la première pierre étant posée le 21 octobre 2002. Fin avril 2005, les travaux de construction sont achevés.
Les stations de métro Fröttmaning et la Marienplatz U6 sont élargis dans le sillage de l'expansion du stade. La station Fröttmaning est déplacée vers le nord et élargie de deux à quatre voies, ainsi que d'une passerelle pour piétons supplémentaires à l'extrémité nord de la gare. La station de Marienplatz est équipée de tunnels supplémentaires pour faciliter aux piétons les transferts vers le métro. À la suite des résultats positifs d'une étude de faisabilité, une extension de la ligne U6 est aussi examinée pour la station de Neufahrner, mais celle-ci est rejeté après une enquête préliminaire. La ligne A 9 est développée en partie à six et huit voies, et l'A99 devient un axe de jonction au nord de l'arène.
Durant l'été 2006, le TSV 1860 Munich a dû céder ses parts du stade au Bayern Munich à cause d'une crise financière, ce qui fait maintenant du Bayern l'unique propriétaire du stade.
En 2012, deux rangées de sièges sont ajoutées au-dessus du dernier rang, ce qui correspond à 2 000 sièges. La capacité du stade est ainsi portée à 71 137 places contre 69 901 précédemment.
En novembre 2014, le Bayern Munich annonce avoir remboursé son stade avec 16 ans d'avance. Ce remboursement anticipé a été rendu possible par les 110 millions d'euros injectés par l'assureur Allianz AG pour devenir le troisième sponsor principal avec 8 % des actions, après l'équipementier Adidas (10 %) et le constructeur automobile Audi (9,09 %).

## Description
La façade de l'Allianz Arena est constituée de 2 874 coussins d'air maintenus gonflés par un flux constant d'air sous pression. Ces panneaux transparents sont des polymères de 0,2 mm d'épaisseur, très résistants et non inflammables. Ils peuvent être illuminés indépendamment les uns des autres d'une lumière blanche, rouge ou bleue. Le blanc est choisi lors des matchs de l'équipe d'Allemagne, le rouge pour les matchs du Bayern Munich et le bleu lorsque le 1860 Munich évoluait dans le stade. Depuis 2014, un nouveau système d'éclairage permet une palette de millions de couleurs, et diverses illuminations, comme les couleurs de l'arc en ciel ou tout en vert pour le jour de la Saint-Patrick.
La surface des coussins est constellée de petits trous servant à la diffusion de la lumière projetée par les néons. Cela permet d'obtenir une couleur uniforme.
Cette façade transparente a pour principal avantage de laisser passer les rayons du soleil, indispensables pour maintenir la qualité de la pelouse.
96 cadres d'acier et de béton soutiennent l'ensemble, arrangés de manière concentrique autour du terrain. La toiture comprend 9 000 tonnes d'acier.

### Dimensions
- Stade : 258 × 227 × 50 mètres
- Terrain de jeu : 105 × 68 mètres
- Stationnement : 270 000 m²

### Capacité
En août 2014, à la suite de nouveaux travaux, la capacité du stade a été portée à 75 024 places (15 900 debout et 59 124 assises) contre 71 137 pour les matchs de Bundesliga et 69 334 pour les matchs internationaux. Cette capacité inclut 2 000 sièges business, 400 places pour la presse, 106 loges de tailles diverses et 165 places spéciales pour les handicapés. En janvier 2015, la capacité est fixée à 75 000 places pour les matchs de championnat et 70 000 pour la Ligue des Champions.

### Stationnement
Les visiteurs peuvent se garer dans le plus grand stationnement européen, d'une capacité de 9 800 places. Plus de 20 000 places supplémentaires sont disponibles à proximité directe de l'Arena, dont 130 places réservées aux personnes handicapées.

## Événements
- Match de football américain de NFL entre les Tampa Bay Buccaneers et les Seattle Seahawks, 13 novembre 2022

### Finales de la Ligue des champions
Deux finales de la Ligue des champions ont lieu à l'Allianz Arena.
| Date        | Heure (HNEC) | Équipe 1            | Score        | Équipe 2    | Édition   | Spectateurs |
| ----------- | ------------ | ------------------- | ------------ | ----------- | --------- | ----------- |
| 19 mai 2012 | 21 h         | Bayern Munich       | 1-1 (3-4)tab | Chelsea FC  | 2011-2012 | 62 500      |
| 31 mai 2025 | 21 h         | Paris Saint-Germain | 5 - 0        | Inter Milan | 2024-2025 | 64 327      |

### Coupe du monde de football 2006
Six matchs de la Coupe du monde 2006 ont lieu à l'Allianz Arena.
| Date           | Heure (HNEC) | Équipe 1      | Score | Équipe 2             | Tour               | Spectateurs |
| -------------- | ------------ | ------------- | ----- | -------------------- | ------------------ | ----------- |
| 9 juin 2006    | 18 h         | Allemagne     | 4 - 2 | Costa Rica           | 1er tour, groupe A | 66 000      |
| 14 juin 2006   | 18 h         | Tunisie       | 2 - 2 | Arabie saoudite      | 1er tour, groupe H | 66 000      |
| 18 juin 2006   | 18 h         | Brésil        | 2 - 0 | Australie            | 1er tour, groupe F | 66 000      |
| 21 juin 2006   | 21 h         | Côte d'Ivoire | 3 - 2 | Serbie-et-Monténégro | 1er tour, groupe C | 66 000      |
| 24 juin 2006   | 17 h         | Allemagne     | 2 - 0 | Suède                | Huitième de finale | 66 000      |
| 5 juillet 2006 | 21 h         | Portugal      | 0 - 1 | France               | Demi-finale        | 66 000      |

### Championnat d'Europe de football 2020
Quatre matchs de l'Euro 2020 ont lieu à l'Allianz Arena.
| Date           | Heure (HNEC) | Équipe 1  | Score | Équipe 2  | Tour               | Spectateurs |
| -------------- | ------------ | --------- | ----- | --------- | ------------------ | ----------- |
| 15 juin 2021   | 21 h         | France    | 1 - 0 | Allemagne | 1er tour, groupe F | 13 000      |
| 19 juin 2021   | 21 h         | Portugal  | 2 - 4 | Allemagne | 1er tour, groupe F | 12 926      |
| 23 juin 2021   | 21 h         | Allemagne | 2 - 2 | Hongrie   | 1er tour, groupe F | 12 413      |
| 2 juillet 2021 | 21 h         | Belgique  | 1 - 2 | Italie    | Quart de finale    | 12 984      |

### Championnat d'Europe de football 2024
Six matchs de l'Euro 2024 ont lieu à l'Allianz Arena.
| Date           | Heure (HNEC) | Équipe 1  | Score | Équipe 2 | Tour               | Spectateurs |
| -------------- | ------------ | --------- | ----- | -------- | ------------------ | ----------- |
| 14 juin 2024   | 21 h         | Allemagne | 5 - 1 | Écosse   | 1er tour, groupe A | 65 052      |
| 17 juin 2024   | 15 h         | Roumanie  | 3 - 0 | Ukraine  | 1er tour, groupe E | 61 591      |
| 20 juin 2024   | 15 h         | Slovénie  | 1 - 1 | Serbie   | 1er tour, groupe C | 63 028      |
| 25 juin 2024   | 21 h         | Danemark  | 0 - 0 | Serbie   | 1er tour, groupe C | 64 288      |
| 2 juillet 2024 | 18 h         | Roumanie  | 0 - 3 | Pays-Bas | Huitième de finale | 65 012      |
| 7 juillet 2024 | 21 h         | Espagne   | 2 - 1 | France   | Demi-finale        | 70 091      |

### Phase finale de la Ligue des Nations 2024-25
Deux matchs de la Phase finale de la Ligue des nations de l'UEFA 2024-2025 ont lieu à la Munich Football Arena (Allianz Arena).
| Date        | Heure (HNEC) | Équipe 1  | Score          | Équipe 2 | Tour        | Spectateurs |
| ----------- | ------------ | --------- | -------------- | -------- | ----------- | ----------- |
| 4 juin 2025 | 21 h         | Allemagne | 1- 2           | Portugal | Demi-finale | 65 823      |
| 8 juin 2025 | 21 h         | Portugal  | 2- 2 (5-3 tab) | Espagne  | Finale      | 65 852      |

## Galerie

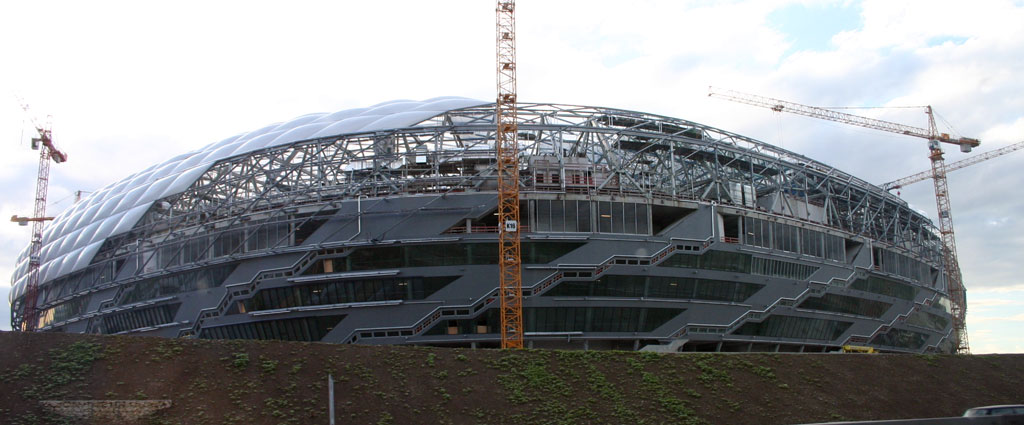
Stade en chantier (août 2004)
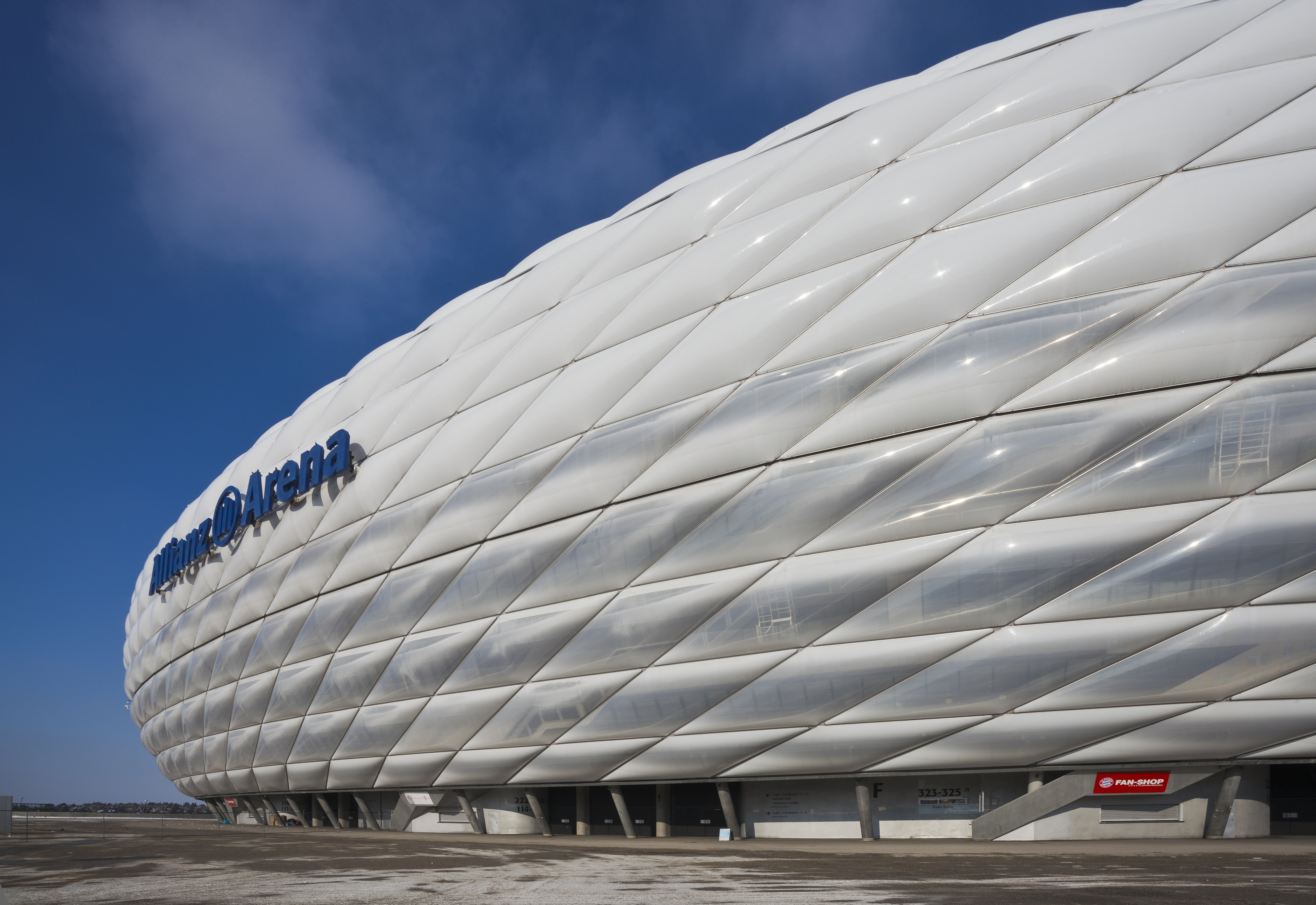
La façade Sud
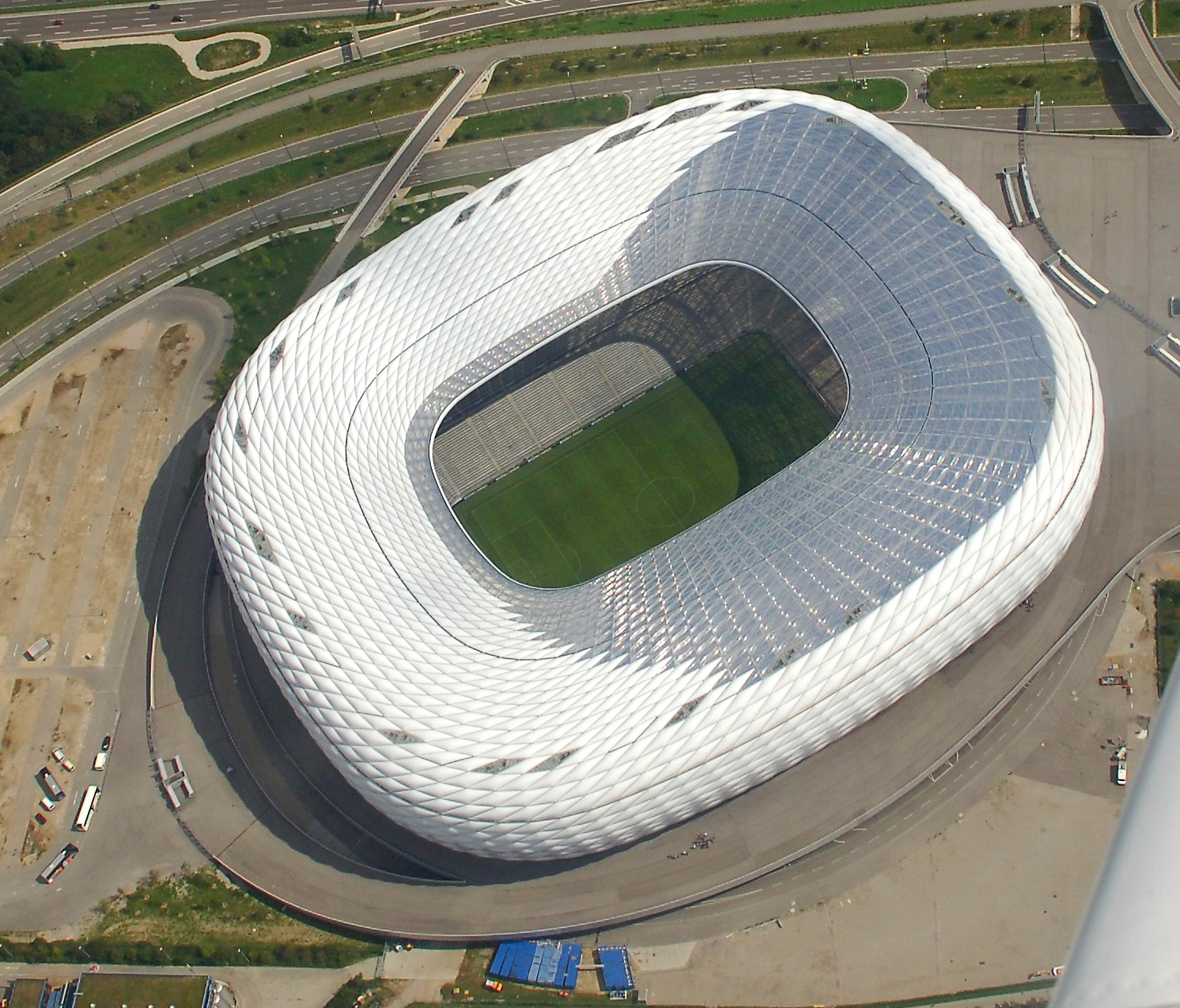
Vue aérienne
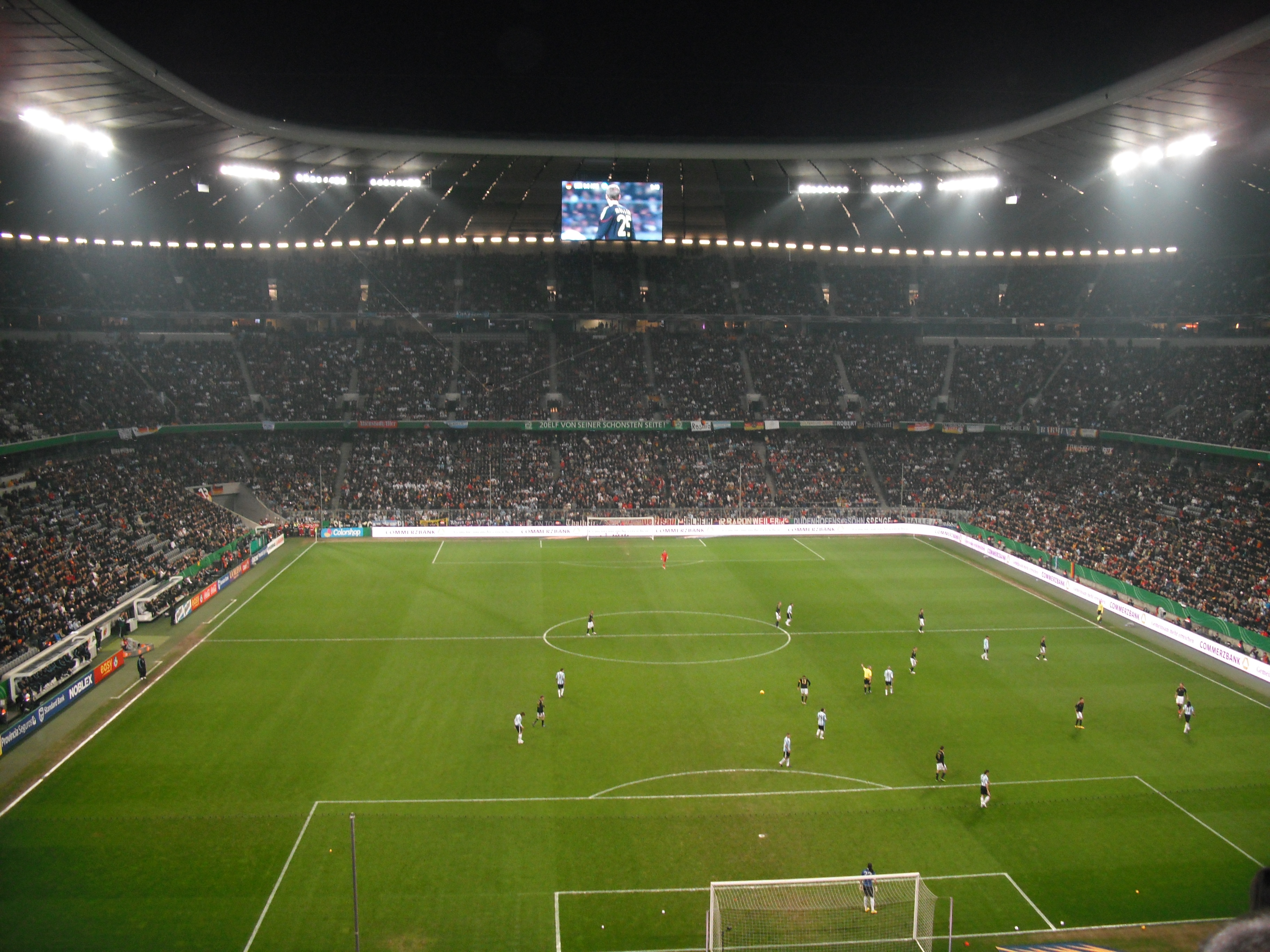
Vue intérieure
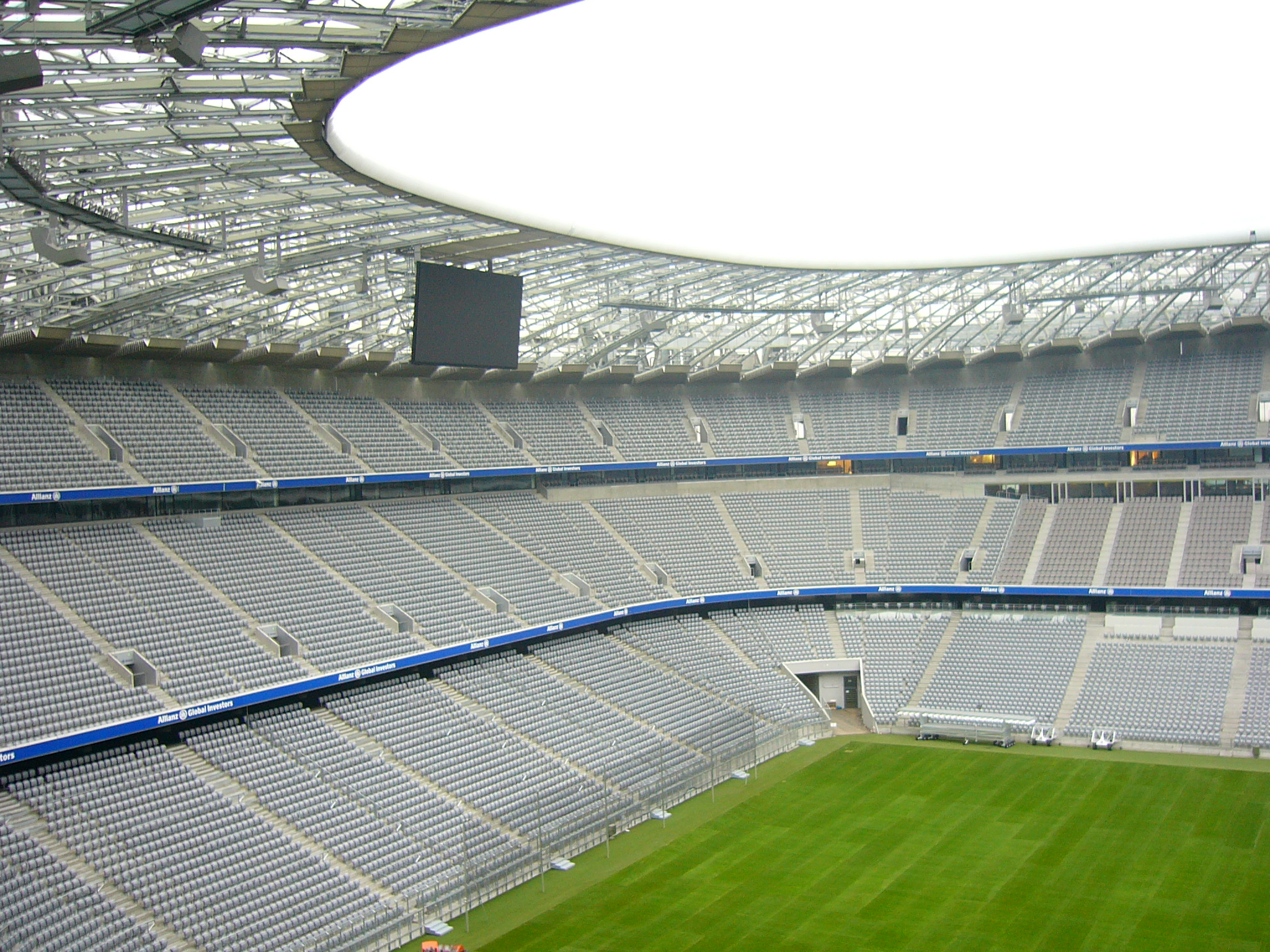
Tribunes
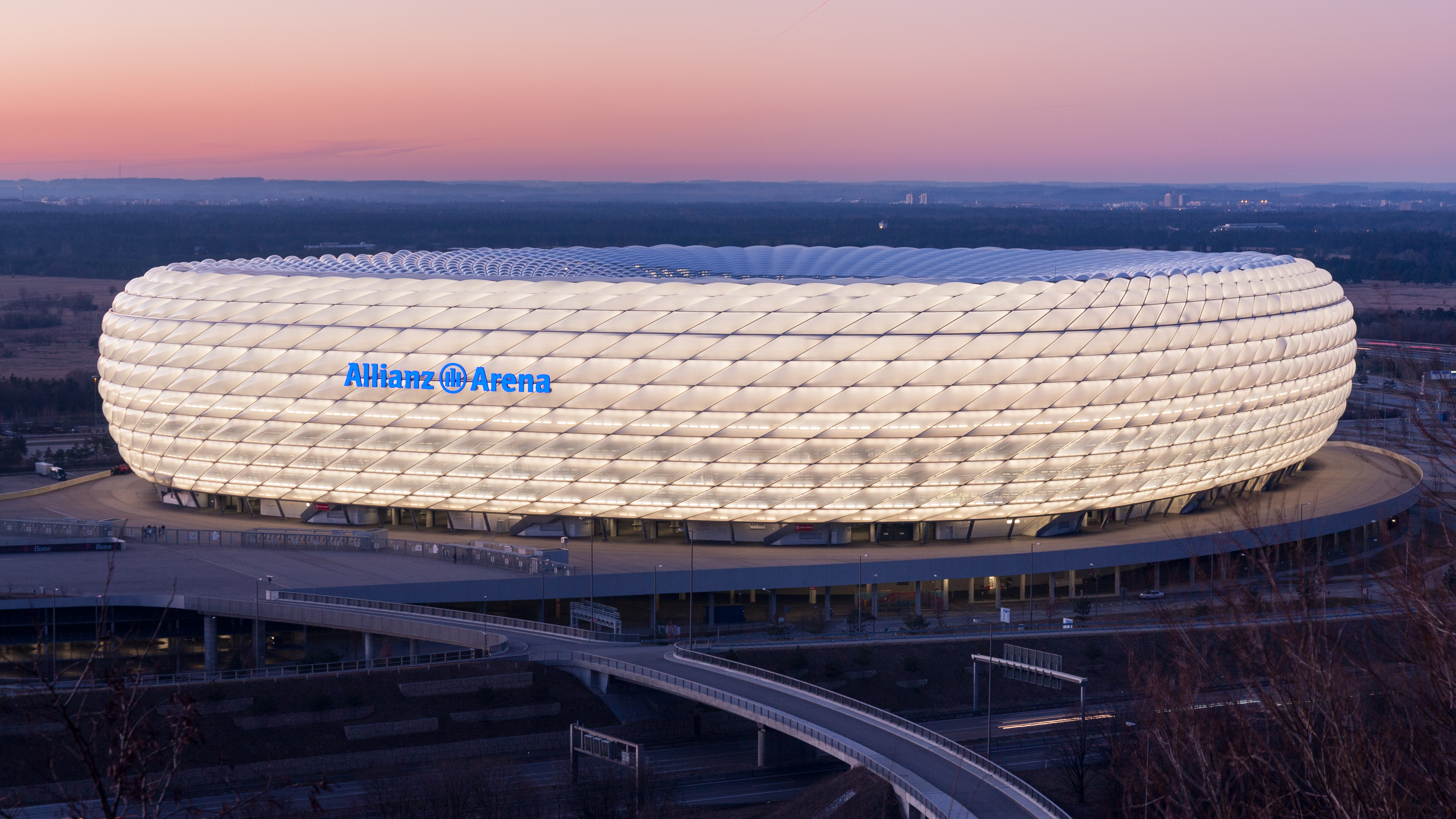
Au coucher du soleil
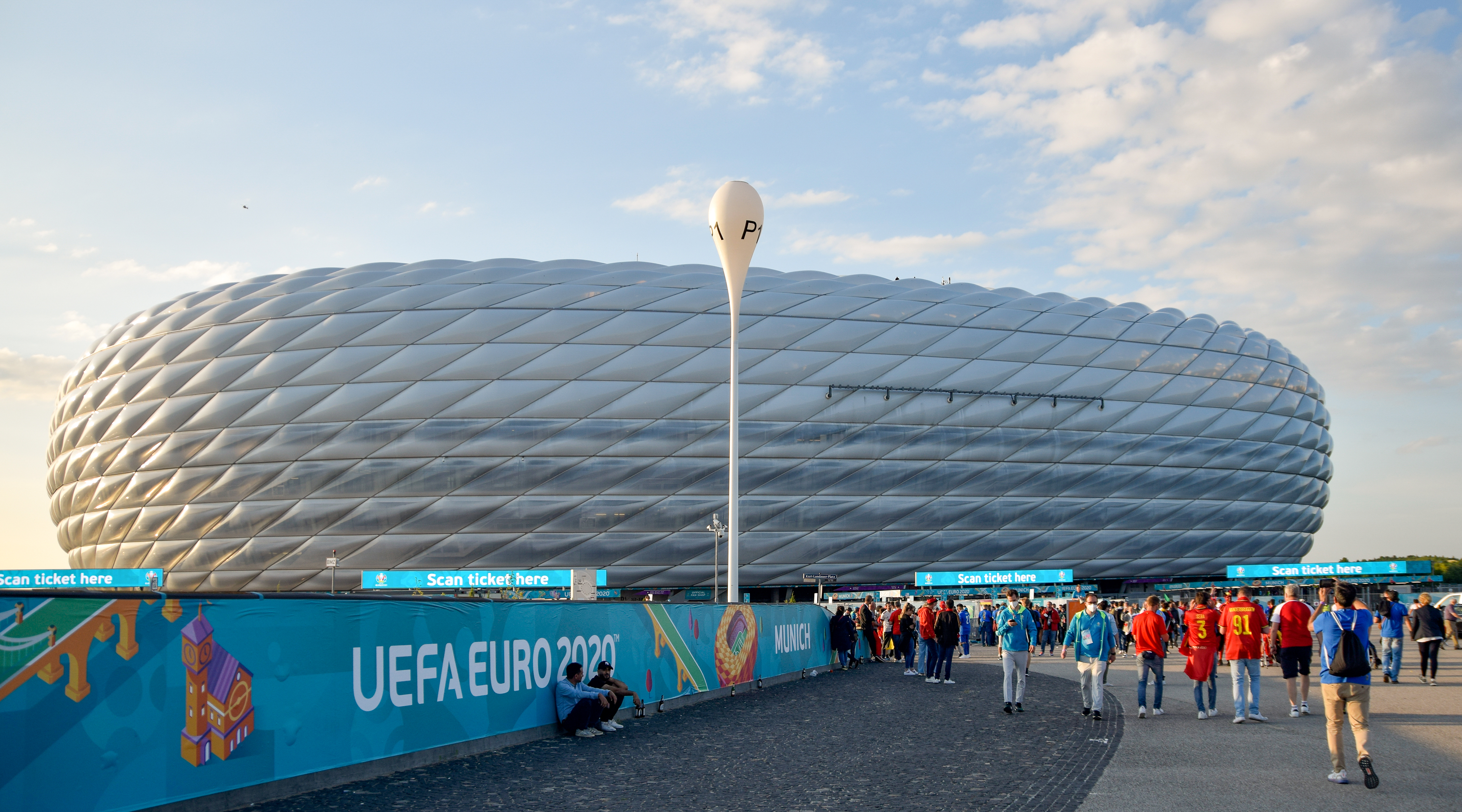
L'Allianz Arena sans l'inscription «Allianz Arena» pendant l'Euro 2020